# モンゴメリー郡 (ミズーリ州)
モンゴメリー郡（英: Montgomery County）は、アメリカ合衆国ミズーリ州の中央部北東、ミズーリ川の北岸に位置する郡である。セントルイス市とコロンビア市のほぼ中間に位置している。2010年国勢調査での人口は12,236人であり、2000年の12,136人から0.8％増加した。郡庁所在地はモンゴメリーシティ市（人口2,834人）であり、同郡で人口最大の都市でもある。モンゴメリー郡は1818年12月14日に設立され、郡名はアメリカ独立戦争の将軍で、1775年にカナダのケベック市を攻撃中に戦死したリチャード・モントゴメリーに因んで名付けられた。
ニューフローレンスにはストーンヒル・ワイン醸造所の支部があり、モンゴメリー郡はミズーリ・ラインランドに属している。

## 歴史
郡内からは1万年前から人類が住んでいた証拠が出土している。ルートル川沿いグラハム洞穴の考古学調査中に古代の遺跡が発掘された。
19世紀初期、ヨーロッパ系開拓者が急速に入ってくるようになった。それ以前はフランス人罠猟師、イギリス人とアメリカ人の毛皮交易業者が入っているだけだった。
ルートル島地域は19世紀半ば以降のドイツ人移民によって設立されたラインランドやスターケンバーグと関連づけられる。スターケンバーグには、ドイツ建築様式で建てられた歴史的に重要なカトリック教会が幾つかある。
最初の礼拝所は丸太造りの教会であり、現在でも礼拝堂として使われている。スターケンバーグには1873年に建設されたセントマーティンズ教会があり、アメリカ合衆国国家歴史登録財に指定された。その玄関の上には「ここは神の家であり、天国への入り口である」と記されている。
スターケンバーグにはシュライン・オブ・アワーレディ・オブ・ソロー・カトリック教会もあり、20世紀初期に建設され、アメリカ合衆国国家歴史登録財に指定された。十字架の道行き、カルバリ山、復活の教会を表現するために、地域社会が創設した屋外地域もある。スターケンバーグはミズーリ川から内陸に入った所にある。1993年の大洪水の後、ラインランドの市民は連邦予算を使って、家屋を川から1.5マイル (2.4 km) 内陸に移動させた。

## 地理
アメリカ合衆国国勢調査局に拠れば、郡域全面積は540.34平方マイル (1,399.5 km2)であり、このうち陸地537.46平方マイル (1,392.0 km2)、水域は2.88平方マイル (7.5 km2)で水域率は0.53％である。

### 主要高規格道路
- 州間高速道路70号線
- アメリカ国道40号線
- ミズーリ州道19号線
- ミズーリ州道94号線
- ミズーリ州道161号線

### 隣接する郡
- アウドレイン郡 - 北西
- パイク郡 - 北東
- リンカーン郡 - 東
- ウォーレン郡 - 南東
- ガスコネイド郡 - 南
- キャラウェイ郡 - 西
- オーセージ郡 - 南西（ミズーリ川の1点のみ）

## 人口動態
以下は2000年の国勢調査による人口統計データである。
| 基礎データ - 人口: 12,136人 - 世帯数: 4,775 世帯 - 家族数: 3,337 家族 - 人口密度: 9人/km2（23人/mi2） - 住居数: 5,726軒 - 住居密度: 4軒/km2（11軒/mi2） 人種別人口構成 - 白人: 95.97% - アフリカン・アメリカン: 2.04% - ネイティブ・アメリカン: 0.24% - アジア人: 0.26% - 太平洋諸島系: 0.01% - その他の人種: 0.21% - 混血: 1.28% - ヒスパニック・ラテン系: 0.77% 先祖による構成 - ドイツ系：39.1％ - アメリカ人：18.4％ - イギリス系：10.2％ - アイルランド系：9.2％ 年齢別人口構成 - 18歳未満: 25.4% - 18-24歳: 7.4% - 25-44歳: 26.1% - 45-64歳: 23.9% - 65歳以上: 17.2% - 年齢の中央値: 39歳 - 性比（女性100人あたり男性の人口） - 総人口: 98.1 - 18歳以上: 93.7 | 世帯と家族（対世帯数） - 18歳未満の子供がいる: 31.3% - 結婚・同居している夫婦: 56.9% - 未婚・離婚・死別女性が世帯主: 8.6% - 非家族世帯: 30.1% - 単身世帯: 26.3% - 65歳以上の老人1人暮らし: 13.2% - 平均構成人数 - 世帯: 2.47人 - 家族: 2.97人 収入と家計 - 収入の中央値 - 世帯: 32,772米ドル - 家族: 38,632米ドル - 性別 - 男性: 27,933米ドル - 女性: 19,809米ドル - 人口1人あたり収入: 15,092米ドル - 貧困線以下 - 対人口: 11.8% - 対家族数: 8.4% - 18歳未満: 15.6% - 65歳以上: 10.6% |

## 都市と町
| - ベルフラワー - ブラフトン - ビューエル | - ハイヒル - ジョーンズバーグ - マッキトリック | - ミドルタウン - ミネオラ - モンゴメリーシティ - 郡庁所在地 | - ニューフローレンス - ラインランド - ウェルズビル |

### 地域団体
- モンゴメリー郡人的資源委員会
- モンゴメリー郡民健康改善プロジェクト

## 政治

### 地方
モンゴメリー郡の地方レベルでは共和党が大半の政治を支配しており、郡の選挙で選ばれる役職は1人を除いて独占している。

### 国政

#### 2008年大統領予備選挙
2008年の大統領予備選挙で、モンゴメリー郡は共和党のジョン・マケインと民主党のヒラリー・クリントンを選んだ。民主党の予備選挙ではヒラリー・クリントンが1位となり、さらに共和党予備選挙で各候補に投じられた票数よりも多かった。